# Hirsz Glik
Hirsz Glik (ur. 24 kwietnia 1922 w Wilnie, zm. w 1944 w Estonii) – żydowski poeta, autor pieśni Zog nit kejn mol.
Poezję zaczął pisać jako nastolatek. Należał do grupy poetyckiej Jidiszwald. W trakcie okupacji niemieckiej trafił do getta wileńskiego, gdzie pod wpływem powstania w getcie warszawskim napisał i zaprezentował 1 maja 1943 roku, pieśń Zog nit kejn mol. Zbiegł z getta wileńskiego gdy to było likwidowane, jednak został schwytany i deportowany do obozu koncentracyjnego w Estonii. W lipcu 1944 zbiegł z obozu. Jego dalsze losy nie są znane. Prawdopodobnie został schwytany przez Niemców i zamordowany.